# Santo Tomás, Baja California Sur
Santo Tomás är en ort i Mexiko.   Den ligger i kommunen Mulegé och delstaten Baja California Sur, i den västra delen av landet, 1 700 km nordväst om huvudstaden Mexico City. Santo Tomás ligger 48 meter över havet och antalet invånare är 400.
Terrängen runt Santo Tomás är mycket platt.  Trakten runt Santo Tomás är nära nog obefolkad, med mindre än två invånare per kvadratkilometer. Närmaste större samhälle är Villa Alberto Andrés Alvarado Arámburo, 18,3 km öster om Santo Tomás. Omgivningarna runt Santo Tomás är i huvudsak ett öppet busklandskap.